# Eunidia albolineata
Eunidia albolineata là một loài bọ cánh cứng trong họ Cerambycidae.